# فرودگاه ویلا گرزون
فرودگاه ویلا گرزون  (به انگلیسی: Villa Garzón Airport)  یک فرودگاه همگانی  با کد یاتا VGZ است که یک باند فرود آسفالت دارد و طول باند آن ۱۳۱۷ متر است. این فرودگاه در  کشور کلمبیا قرار دارد و در ارتفاع ۳۸۰ متری از سطح دریا واقع شده است.